# Trnovec pri Dramljah
Trnovec pri Dramljah je razpotegnjeno naselje v Občini Šentjur. Leži v zahodnem delu Voglajnskega gričevja ob cesti Šentjur - Dramlje, južno od avtoceste Arja vas - Hoče.
K naselju spadata zaselka Sele in Kozarica. Do leta 1994 je zraven spadal tudi zaselek Dole, ki je sedaj samostojno naselje. Veliko je novih hiš, naselje je že močno urbanizirano.
V bližini teče potok Pešnica. Na dnu doline so obsežni travniki, kjer so v preteklosti opravili melioracije in komasacije. V kmetijstvu je pomembna živinoreja. Na širšem območju so obsežni gozdovi.